# Ryang Yong-Gi
Ryang Yong-Gi, hangul: 량용기; hanja: 梁勇基, född 7 januari 1982 i Tadaoka, Osaka, är en japan-född nordkoreansk fotbollsspelare som spelar för Vegalta Sendai i J. Leagues division 1. Ryang är kapten i sin klubb, samt mittfältare.
Han har gjort ett framträdande i nordkoreanska landslaget under kvalet till VM 2010 i Sydafrika, och var med i AFC Challenge Cup 2010. I denna turnering vann han skytteligan och utsågs till turneringens bäste spelare.